# Francisco Bustamante

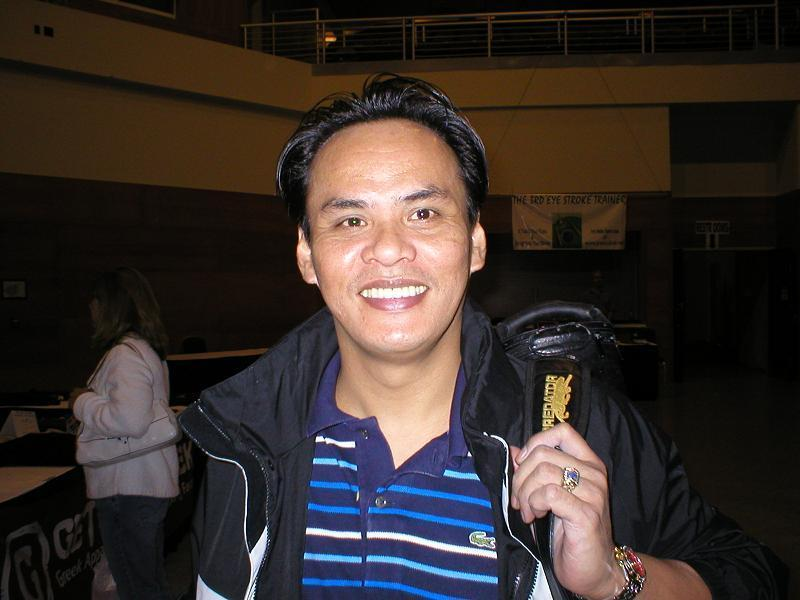
Francisco Bustamante

Francisco "Django" Bustamante (Tarlac City, 29 december 1963) is een Filipijns poolspeler. Hij is na Efren Reyes een van de meeste succesvolle poolspelers van de Filipijnen en behoort tot de beste spelers ter wereld. 
Hoewel Bustamante nog nooit een wereldkampioenschap won, heeft in zijn carrière wel grote pooltoernooien zoals de Munich Masters, het Duits 9-ball kampioenschap en het Japans 9-ball kampioenschap op zijn naam geschreven. 

## Gewonnen toernooien
Door Bustamante gewonnen toernooien en titels:
- 2007 Hard Times Summer Jamboree (One-pocket divisie)
- 2007 Hard Times Summer Jamboree (Nine-ball divisie)
- 2007 US Pro Tour kampioen
- 2006 World Cup of Pool
- 2005 Masters Nine-ball kampioen
- 2005 Joss Northeast Nine-ball Tour Finale kampioen
- 2005 All-Filipino Billiards Open
- 2005 Weert Open Ten-ball Ring Game
- 2004 World Pool League kampioen
- 2003 ESPN International Challenge of Champions
- 2002 All-Japan Nine-ball kampioen
- 2002 ESPN Sudden Death Seven-ball kampioen (zie 7-ball)
- 2002 Gabriels Las Vegas International Nine-ball kampioen
- 2002 Peninsula Nine-ball Open
- 2002 IBC Tour Stop 2 (München, Duitsland)
- 2002 Motolite World Nine-ball Challenge
- 2002 IBC Tokyo Nine-ball International
- 2001 World Pool Masters Tournament
- 2001 Turning Stone Casino Classic II
- 2000 Motolite International Nine-ball kampioen
- 1999 ESPN International Challenge of Champions
- 1999 Camel Tulsa Nine-ball Open
- 1998 Camel Riviera Eight-ball Open
- 1998 World Pool Masters Tournament
- 1998 Camel Tulsa Nine-ball Open
- 1998 Camel Columbus Ten-ball Open
- 1998 Sands Regency Open 28
- 1997 Camel Kasson Open
- 1997 Camel Denver Open
- 1993 PBT Bicycle Club Invitational